# فیلوسیکلوویر
فیلوسیکلوویر (انگلیسی: Filociclovir) (سیکلوپروپاویر، MBX-400) یک داروی ضد ویروسی است که برای درمان عفونت سیتومگالوویروس تولید شده است و همچنین فعالیتی در برابر سایر ویروس‌های DNA دو رشته‌ای نشان می‌دهد. این دارو به آزمایش‌های بالینی انسانی فاز دوم رسیده است.